# インチ
インチ（inch、記号：in）は、ヤード・ポンド法の長さの計量単位である。国際インチにおける1インチは正確に25.4 mmと定められている。1インチは1国際フィート（= 正確に304.8 mm）の12分の1であり、1ヤード（= 正確に914.4 mm）の36分の1 である。

## 単位記号
インチの単位記号は、ISOにおいてもJISにおいても「in」と定めている。日本の計量法や、米国の政府刊行物のスタイルマニュアルであるGPO Style Manual でも、「in」と定めている。
イギリスの人文系論文のスタイルマニュアルである、en:MHRA Style Guide では、曖昧さを避けるために、単位記号を「in.」とピリオドを付するように定めている。
「″」（ダブルプライム記号）によっても書かれる。例えば「10″」は10インチの意味である。「″」の代わりに「”」（閉じ二重引用符）や、ASCIIの「"」（引用符）や「''」（アポストロフィ2つ）を用いることがある。フィートは「′」（プライム記号）で表記されるので、「5′10″」は5フィート10インチを表す。なお、「′」と「″」は、時間の分と秒、角度の分と秒の表記にも用いられるので、文脈によっては混乱を引き起こすおそれがある。

## 呼び名
インチの長さは、東アジアで用いられる寸（約3 cm）に近いことから、中国ではインチのことを「英寸」と呼び、日本では明治時代に「吋」という国字が作られた。

## 国際インチ
「インチ」（またはそれに相当する言葉）は国や時代によって異なった値をとった。それらは国際インチに統一されたか、あるいは、統一される前にメートル法の単位に置き換えられた。今日、ほとんどの国において、「インチ」といえばそれは国際インチ (International inch) のことを指す。
国際インチは、正確に0.0254 m（25.4 mm）と定義されている。この定義は、アメリカ合衆国、イギリス、カナダ、オーストラリア、ニュージーランド、南アフリカの6ヶ国が1958年に協定を締結し、1959年7月1日に発効したヤード（国際ヤード＝正確に0.9144 m）の定義に基づくものである。
現在でも「1インチは約2.54 cm」と説明されることがある。しかし、国際インチにおける1インチは正確に2.54 cmであるから、この説明は正しくない。ただし、国際インチの制定より前の事柄については（例えば「戦艦『三笠』の12インチ主砲」に言及する場合は）「1インチ=約2.54 cm」が適切な説明である。

## 歴史

### 由来
元々のインチは、男性の親指（爪の付け根部分）の幅に由来する身体尺だったと考えられている。古代ローマにおいて、フィートと関連づけられてその12等分した長さが1インチとされた。
インチ (inch) という言葉の語源は、ラテン語で「12分の1」を意味する uncia であり、質量の単位であるオンスと同一語源である。長さのインチのもとは uncia pes （pes は足、英語のフート）であり、質量のオンスのもとは uncia libra （libraが英語のポンドにあたる）である。古英語の ynce（ユンチェ）を経て、inch となった。
また、親指の幅であることから「親指幅」とも呼ばれた。現在でも、多くの言語でこの単位は「親指」という言葉に似た、または同じ名称で呼ばれている。
| 言語           | インチ   | 親指    |
| -------------- | -------- | ------- |
| フランス語     | pouce    | pouce   |
| イタリア語     | pollice  | pollice |
| スペイン語     | pulgada  | pulgar  |
| ポルトガル語   | polegada | polegar |
| スウェーデン語 | tum      | tumme   |
| オランダ語     | duim     | duim    |

1150年ごろにスコットランド王デイヴィッド1世は、体格の異なる3人の人間の親指の爪の付け根の部分の幅を測り、その平均を1インチとしたと伝えられる。1300年ごろにイングランド王エドワード1世は鉄製のアルナ（ulna、ラテン語で尺骨を意味し、ヤードに相当）原器を作り、その1⁄36をインチとしたが、それと同時にオオムギ3粒の長さをインチと定めている。14世紀のエドワード2世は、オオムギの粒の長さをバーリーコーン (barleycorn) と呼び、その3倍を1インチと定義した。
1588年にエリザベス1世が新しいヤードの標準 (Exchequer Standards) を定め、この基準が19世紀に帝国単位が制定されるまで続いた。

### 十進インチ
スウェーデンでは、1855年から1863年までの間にインチがフィートの1⁄10である十進インチ（約0.03 m）に置き換えられた。十進法を導入することで計算が単純化されるとされたが、他国で使用されていた1⁄12フィートのインチと1⁄10フィートのインチが混在することでかえって事態が複雑になってしまったことから、1878年から1889年にかけてメートル法の単位が導入されることになった。

### イギリスインチとアメリカインチ
イギリスとイギリス連邦諸国では、「帝国ヤード標準原器」の12分の1の長さ、約 25.3998 mm（いわゆる「イギリスインチ」）としていた。
アメリカ合衆国では1893年のメンデンホール指令 (Mendenhall Order) により、1インチ = 100⁄3937 m（いわゆる「アメリカインチ」）と定義した。したがって、1インチ = 約25.400050800102 mm であった。カナダもこれを採用した。
いくつかの国では、1959年以前に行われた測量の結果の互換性のために、1959年以降も、以前に測量のために使われていた各国ばらばらのフィートの定義を保持している。これを測量フィート (survey foot) という。たとえば、2022年12月末まではアメリカ合衆国測量フィート (U.S. survey foot) としてアメリカフィートが使われていた。ただし、このような制度はフィートのみに適用されるのであり、アメリカインチが合衆国内の測量に使われることはない。

## 工業での使用

### 由来がインチサイズである工業製品
日本においては計量法によって特別の場合以外はインチの使用が禁止されている（ヤード・ポンド法#日本における使用）。
しかし、アメリカやイギリスを発祥とする製品は、サイズの規格がインチ単位になっているものがある。日本では「- インチ」を避け「- 型」「- ゲージ」と表記したり、mm単位で表記する。また、工具などについては日本でもインチ規格のものとISO規格のものの両方が販売されている。
- 半導体、コンピュータ関連 - インチを基準とするアメリカが主導的な役割となっているため多く使われている。
  - IC、LSI、関連電子部品（特に端子間隔）
  - プリント基板 - 設計上のグリッド(点を置く格子)間隔、穴間隔、端子間隔
  - 筐体のサイズ - 19インチラックなど
  - 構成部品のサイズ - パソコンではアメリカのユニファイねじが多く用いられる。現在は、直径4 mm 以上では、ISOねじと互換性がある。
  - 媒体のサイズ - フロッピーディスクやハードディスクドライブのサイズ。
- 音楽・放送
  - 楽器 - ドラムの直径など
  - 音響・放送機器 - 19インチラックに合わせたサイズが多い。
  - テレビ受像機・ディスプレイモニタ - ブラウン管の対角寸法、FPDでは表示部の対角寸法
  - 磁気テープ - 媒体幅。なお、長さの単位としてはフィートを使う。
  - フォーンプラグ - 標準は1/4インチ（6.3 mm）である。
- 土木・建築
  - ねじ - インチ系列であるウィットワースねじ（British Standard Whitworth（英語版）、BSW）が用いられる場合も多い。
  - 六角ボルト・六角ナット - 六角部の二面幅がインチ由来。（6.35mm=1/4インチが多く使われている）
  - 鉄筋 - JIS規格の異形棒鋼の定格品の直径がインチ由来。（呼び径D10=9.53 mm=1/4+1/8インチ、以降1/8インチ刻みでD13、D16…）
  - 配管材 - 近年ではまず表記されないが、内径はインチ単位がベースである。
- 流通
  - 輸送コンテナのサイズはフィート・インチ単位である。
- 航空機 - ボーイングの影響力が大きく、インチ・ポンドを基準に製造されている[16]。
  - タイヤ - タイヤ内径とホイールの直径及びリム幅に用いられている。
  - 部品 - SAE Internationalによる工業規格AS568は航空機油圧用の固定用Oリングを規定し、元来がインチ単位のためメートル単位では端数が生じる。
  - コンテナ - ユニット・ロード・デバイスはインチ単位であり、併せて貨物ドアなどもインチ単位である。
- 自転車 - タイヤの内径とホイールの直径及びリム幅に用いられている。
- 自動車 - タイヤとホイールの他、クラッチディスク径、デファレンシャルリングギア径、ブレーキピストン径、ナット座ピッチ直径などにインチ由来の数値や呼び径が見られる。
- 柱時計の文字盤のサイズ
- 銃用弾薬の「口径」 - 「.45」「.357」のように、十進法で小数点以下を表記することが多い。弾薬の種類によってはインチ表記とメートル法の呼称が併存する場合がある。
- 医療 - 注射針の長さはインチ単位、外径は米国ワイヤゲージ規格である。日本では「ゲージ（G）」という表記で流通している。なおカテーテルなどのチューブ類の外径はミリメートルを基準としたフレンチスケールである。

### インチねじ
インチねじは、ねじ山のピッチがISOミリねじ規格より粗く、直径とピッチがインチ単位で作られている。インチねじにはいくつかの規格があるが、主に使われるのはユニファイねじとBSWである。日本国内で生産される商品としては、3.5インチハードディスクドライブの固定用ねじや、カメラの固定ねじ等に用いられている。これら精密機械に使われる小径ねじはユニファイであることが多い。BSWは建築関係で用いられる太い径のものが多い。

## 分量単位

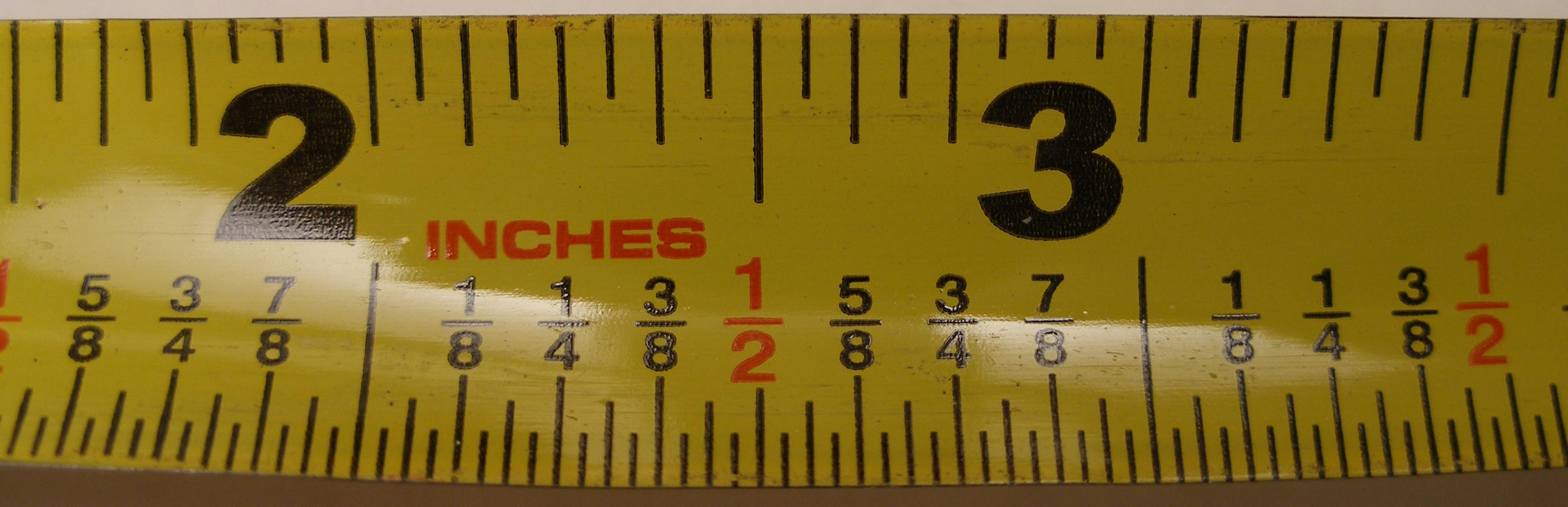
インチ目盛りのメジャー

インチより細かい長さは2の冪 (2, 4, 8, 16, 32, 64。128は細か過ぎて実用的でないので使われない）を分母とする分数で表すことが比較的多い。

### サウ
工学分野では、サウ (thou) またはミル (mil) という単位が国際インチの1000分の1 (25.4 μm) の意味で用いられることがある。今日では、サウやミルは用いず、SI単位を使用すべきとされている。

### ライン
1⁄12 インチ = 2.117 mm をラインと呼び、単位記号「‴」（トリプルプライム）で表す。

### パイカ
印刷などではパイカ（現在のDTPでは1⁄6インチ、約 4.233 mm）およびポイント（パイカの1⁄12、約 0.353 mm）を使用する。

### 分・厘
1⁄8 in (= 3.175 mm) は尺貫法における1分（= 0.1寸 = 約3.03 mm）に近いため、日本では「1⁄8 in ≒ 1分」とみなして、インチ規格を分や、さらにその1⁄10の厘（= 0.01寸 = 0.1分）で表すことがある。大工や機械工などの間で使われる。これらは「1フィート≒1尺」とみなすことに相当する。
主に使われるのは表の呼び名になる。
| 分  | インチ  | mm         |
| --- | ------- | ---------- |
| 6分 | 3⁄4 in  | 19.0500 mm |
| 5分 | 5⁄8 in  | 15.8750 mm |
| 4分 | 1⁄2 in  | 12.7000 mm |
| 3分 | 3⁄8 in  | 09.5250 mm |
| 2分 | 1⁄4 in  | 06.3500 mm |
| 1分 | 1⁄8 in  | 03.1750 mm |
| 5厘 | 1⁄16 in | 01.5875 mm |

## 組立単位
- 平方インチ
- 立方インチ

## 符号位置
| 記号 | Unicode | JIS X 0213 | 文字参照          | 名称      |
| ---- | ------- | ---------- | ----------------- | --------- |
| ㏌   | U+33CC  | -          | &#x33CC; &#13260; | SQUARE IN |